# Wat Kukut
El Wat Kukut (‘Templo sin remate’) o Wat Chama Devi (‘Templo de Jamadevi’) es un templo budista situado en la ciudad de Lamphun, en el norte de Tailandia, a 1,5 km al oeste de la ciudad actual. Fue creado por los mon en 755. 
Contiene un chedi (‘estupa’) piramidal de varios pisos, conocido como Chedi Mahipol o Suwan Chang Kot. Según una inscripción mon de comienzos del siglo XII, fue construido por el rey Adityaraja con el nombre de Mahabala chetiya ‘estupa del gran poder’. Lo que se puede ver en la actualidad es la restauración de 1218 realizada después de un terremoto. Su base es cuadrada y tiene cinco pisos de nichos. Al parecer se inspira en un edificio similar, el Satmahal Prasada de Polonnaruwa (Sri Lanka), o incluso en el Templo Mahabodhi de Bodh-Gaya (India).
Cada nicho acoge una estatua de Buda de pie con expresión de serenidad, que disminuye de tamaño en cada piso, logrando así un efecto de mayor altura. Estas estatuas de Buda de estilo haripunchai con restos de influencia de la escuela dvaravati se caracterizan por: la cara larga, las orejas largas, las manos largas, los dedos de las manos de la misma longitud, así como los dedos de los pies, el dorso de la mano visible (en lugar de la palma) y los muslos gruesos. 
Originalmente el remate de la estupa era de oro, pero fue robado, de donde le viene el nombre de Wat Kukut ‘templo sin remate’. Se supone que la estupa Mahipol contiene las cenizas de la reina Jamadevi. Justo al lado está la estupa Ratana (ratana cetiya ‘monumento de la joya’), que data del siglo XII, con base octogonal y adornado de nichos que también contienen budas de pie. 
Este lugar es importante porque se trata de uno de los últimos vestigios de la arquitectura dvaravati.

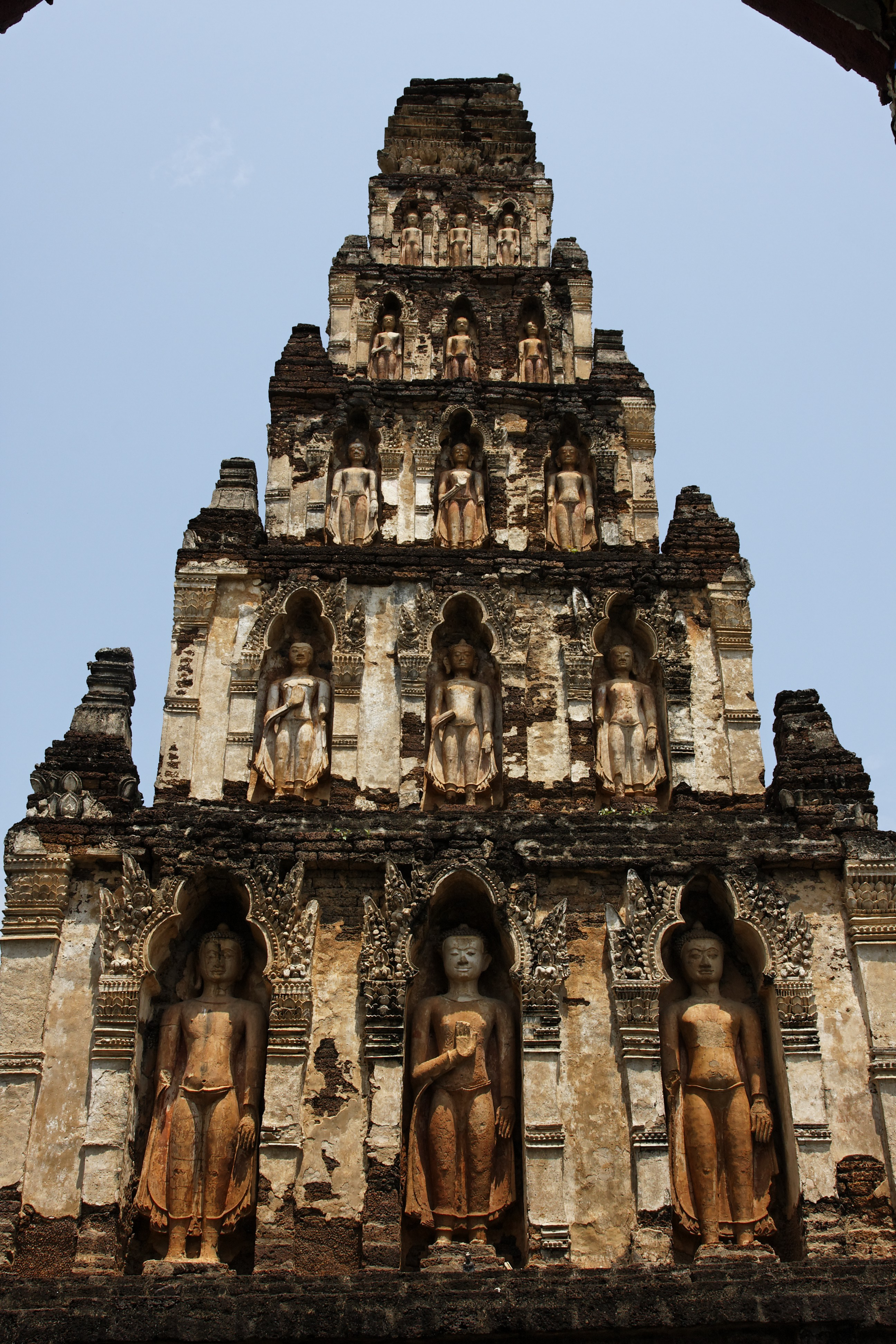
La estupa piramidal o Chedi Mahipol
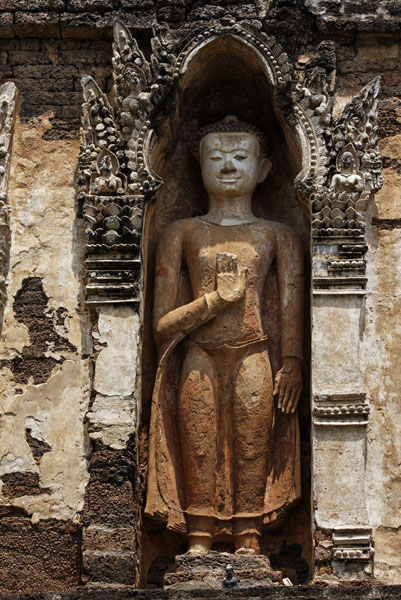
Buda en la postura de serenidad (estupa principal)
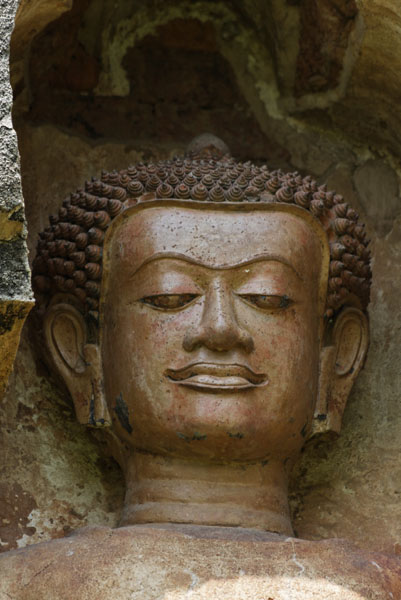
Buda de estilo haripunchai con influencia de la escuela dvaravati
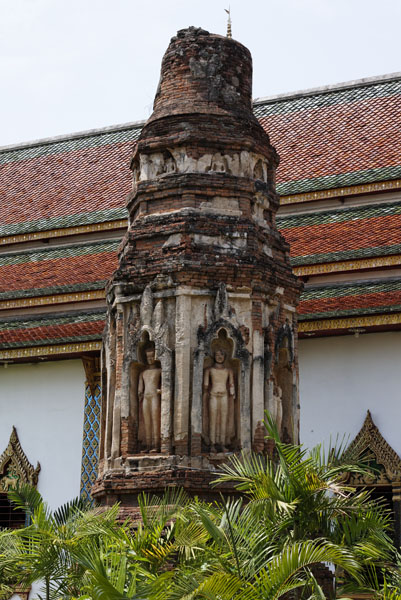
El Chedi Ratana